# Супрун, Инна Александровна
Инна Александровна Супрун (укр. Супрун Інна Олександрівна, 10 апреля 1983 года, Конотоп, Сумская область, СССР) — украинская биатлонистка, чемпионка Европы по биатлону в эстафете. Мастер спорта международного класса.